# Franco Cerilli
Franco Cerilli (Chioggia, 26 ottobre 1953) è un allenatore di calcio ed ex calciatore italiano, di ruolo ala destra.

## Carriera

### Giocatore

#### Club

Cerilli in azione con la maglia del Padova nella stagione 1981-1982

Messosi in evidenza appena ventenne nella Massese in Serie C, dove si guadagnò il soprannome di "nuovo Corso", nell'estate del 1974 venne acquistato dall'Inter col pesante compito di raccogliere l'eredità dello stesso Mario Corso. Esordì in Serie A coi nerazzurri nel campionato 1974-75, rimanendo a Milano per due stagioni ma deludendo le aspettative, collezionando solo 19 presenze.
Passò quindi nel 1976 al Lanerossi Vicenza con cui ottenne la promozione in massima serie. Tornato alla casa base a fine stagione, venne inizialmente girato al Monza; tuttavia dopo pochi mesi tornò a Vicenza, dove fu tra gli artefici della straordinaria annata del cosiddetto "Real Vicenza", segnata dallo storico secondo posto in A. L'anno successivo, dopo la retrocessione in Serie B dei vicentini, rimase in massima serie passando al Pescara, con cui disputò due campionati, il secondo dei quali in B.
Nel 1981 andò in Serie C1 al Padova, contribuendo alla promozione in Serie B dei biancoscudati. Nel 1984, nella sua ultima stagione al Padova, giocò 11 partite nel campionato di B, ma la squadra retrocedette in C1 per uno scandalo scommesse che colpì la squadra euganea. Cerilli tornò quindi nuovamente al Vicenza in C1, dove militò per altre due stagioni centrando due promozioni consecutive. Il ritorno in massima serie venne però vanificato dallo scoppio nel 1986 del Totonero-bis, di cui Cerilli fu tra i protagonisti: al Vicenza venne negata la promozione in A, mentre Cerilli a causa di alcune intercettazioni telefoniche fu squalificato per cinque anni, chiudendo con quest'ombra la carriera da calciatore.

#### Nazionale
Ha fatto parte della Nazionale della Serie C guidata da Enzo Bearzot.

### Allenatore
Dopo qualche esperienza in panchina con le squadre giovanili, tra le quali la più rilevante nel Padova, entra nel giro degli allenatori a partire dal 2010 alla guida del Casone, formazione di Legnaro in Seconda Categoria.
Successivamente passa al Vigonovo in Prima Categoria. A gennaio 2013 viene sollevato dall'incarico (gli subentra l'ex compagno di squadra Fulvio Fellet).
Nel 2015 approda sulla panchina della Polisportiva San Precario, in Seconda Categoria; e poi per due stagioni ad Adria, in Promozione veneta, fino all'esonero del gennaio 2018.

## Palmarès
- Campionato italiano di Serie B: 1

L.R. Vicenza: 1976-1977